# Sensu
Sensu là một thuật ngữ Latinh mang ý nghĩa là "theo nghĩa".
Nó được sử dụng trong một loạt các lĩnh vực khoa học, như sinh học, địa chất học và luật học như là một phần trong các cụm từ sensu stricto hay stricto sensu ("theo nghĩa hẹp [hơn]") (viết tắt: s.s.) và sensu lato hay lato sensu ("theo nghĩa rộng [hơn]") (viết tắt: s.l.).
Ít được sử dụng hơn, các cụm từ thể hiện mức độ tột bực nhất sensu strictissimo ("theo nghĩa hẹp nhất") và sensu latissimo ("theo nghĩa rộng nhất") cũng có thể được sử dụng.
Một sử dụng phổ biến khác là chung với khái niệm trích dẫn tác giả (ví dụ "sec. Smith" hay "sensu Smith" = "theo nghĩa của Smith"), chỉ ra rằng ý nghĩa muốn nói tới ở đây là ý nghĩa đã được tác giả này định nghĩa. Sự trích dẫn tác giả như vậy là khác biệt với sự trích dẫn (thông thường hơn) trong trích dẫn tác giả theo danh pháp, trong đó người ta chỉ nói tới kiểu tên gọi chứ không phải định nghĩa của nó (ví dụ: Rubus ursinus Cham. & Schldl., 1827).
| Cơ bản        | So sánh hơn      | So sánh nhất       | Ý nghĩa                                  |
| ------------- | ---------------- | ------------------ | ---------------------------------------- |
| sensu stricto | sensu strictiore | sensu strictissimo | theo nghĩa hẹp/hẹp hơn/hẹp nhất          |
| sensu lato    | sensu latiore    | sensu latissimo    | theo nghĩa rộng/rộng hơn/rộng nhất       |
| sensu amplo   | sensu ampliore   | sensu amplissimo   | theo nghĩa thoáng/thoáng hơn/thoáng nhất |

## Trong phân loại học
Sensu được sử dụng trong phân loại học để chỉ rõ ra là định nghĩa nào của đơn vị phân loại đã cho được đề cập tới, trong khi ở đó có trên một định nghĩa đã được đặt ra.
Ví dụ:
Họ Malvaceae s.s. là đơn ngành về mặt miêu tả theo nhánh.

Trong định nghĩa rộng hơn của APG thì họ Malvaceae s.l. bao gồm cả Malvaceae s.s. cũng như các họ Bombacaceae, Sterculiaceae và Tiliaceae.

Câu dưới đây chỉ ra định nghĩa của Alex George về phân chi Banksia của chi Banksia:
"Banksia phân chi Banksia sensu A. S. George"